# Kråkstads kommun
Kråkstads kommun (norska: Kråkstad kommune) var en kommun i Akershus fylke i sydöstra Norge. Tätorten Kråkstad utgjorde kommunens centralort.

## Administrativ historik
Kråkstads kommun upprättades den 1 januari 1838 (som Kraakstad formannskapsdistrikt) när Formannskapslovene från 1837 trädde i kraft. Kommunen omfattade då de mellersta och södra delarna av nuvarande Nordre Follo kommun.
1931 bröts Ski kommun ut ur kommunen som då minskade från 5 909 invånare före delningen till 1 534 invånare efter. Den återstående delen omfattade den södra delen av nuvarande Nordre Follo kommun.
Den 1 januari 1964 gick Kråkstads kommun upp i Ski kommun. Kommunens hade då 1 670 invånare.
Området utgör sedan den 1 januari 2020 en del av Nordre Follo kommun.